# Jan Georg Schneider
Jan Georg Schneider (* 10. November 1967 in Jülich, Nordrhein-Westfalen) ist ein deutscher Sprachwissenschaftler und Universitätsprofessor an der RPTU.

## Leben
Jan Georg Schneider studierte an der RWTH Aachen die Fächer Philosophie, Germanistische Sprachwissenschaft und Neuere Deutsche Literaturgeschichte. 2001 wurde er an der RWTH mit einer sprachphilosophischen Arbeit über Wittgenstein und Platon promoviert. 2007 habilitierte er sich dort mit der linguistischen Untersuchung Spielräume der Medialität. Von 2001 bis 2008 war er wissenschaftlicher Mitarbeiter an der RWTH, 2008/2009 Professurvertreter für Kommunikationstheorie, außerdem zwischenzeitlich mehrere Jahre als Vertretungsprofessor in Namur (Belgien) und Gastprofessor in Leiden (Niederlande). Im Jahr 2009 wechselte er als Akademischer Oberrat an die Westfälische Wilhelms-Universität Münster und nahm 2010 einen Ruf an die Universität Koblenz-Landau (Campus Landau) an, wo er im selben Jahr zum Universitätsprofessor für Deutsche Sprachwissenschaft ernannt wurde. Durch die Neustrukturierung von Universitäten in Rheinland-Pfalz ist er seit dem 1. Januar 2023 Mitglied der RPTU (Rheinland-Pfälzische Technische Universität) in Landau. In den Sommersemestern 2014 und 2018 war er zudem an der Sorbonne Nouvelle in Paris als Erasmus-Dozent tätig.
Schneider ist seit 2011 im wissenschaftlichen Beirat der Deutschen Gesellschaft für Semiotik (DGS) und war von 2014 bis 2024 Vorstandsmitglied, von 2021 bis 2024 Vorsitzender der DGS. Zudem ist er u. a. Mitglied im wissenschaftlichen Beirat der Zeitschrift Journal for Media Linguistics.

## Forschungsschwerpunkte
Die Forschungsschwerpunkte von Jan Georg Schneider liegen in den Bereichen allgemeine Sprachtheorie und Semiotik, Syntax des gesprochenen Deutsch, Sprachnormen im Wandel, Medientheorie und multimodale Analyse.
Er hat zwei DFG-Projekte durchgeführt: Medialität und Sprachpragmatik (2004–2008) und Gesprochener Standard (2013–2018). 2021 begann ein weiteres, interdisziplinäres DFG-Projekt „Zur Medialität des Physikunterrichts“, das Jan Georg Schneider gemeinsam mit Alexander Kauertz (Physikdidaktik) leitet. Er ist zudem seit 2011 regelmäßig als freier Mitarbeiter für den Dudenverlag tätig und hat als Autor bei drei Auflagen des Duden 9 („Wörterbuch der sprachlichen Zweifelsfälle“ 2011, 2016 und 2021) sowie an Duden 10 („Bedeutungswörterbuch“ 2018) und dem Duden-Universalwörterbuch (2019) mitgewirkt.

## Veröffentlichungen (Auswahl)
Monographien
- mit Christa Dürscheid: Standardsprache und Variation. Narr, Tübingen 2019.
- Gesprochener Standard in syntaktischer Perspektive. Tübingen: Stauffenburg, 2018 (zusammen mit Judith Butterworth und Nadine Hahn).
- Spielräume der Medialität. De Gruyter, Berlin / New York 2008.
- Wittgenstein und Platon. Alber, Freiburg 2002.

Herausgeberschaften
- mit Martin Luginbühl: Media as Procedures of Communication. Benjamins: Amsterdam 2024 (Pragmatics & Beyond New Series, 348).
- mit Michaela Bauks, Christian Bermes, Thomas M. Schimmer und Marion Steinicke: Verbindlichkeit. Stärken einer schwachen Normativität. transcript, Bielefeld 2019.
- mit Christa Dürscheid: Handbuch Satz, Äußerung, Schema. De Gruyter, Berlin / Boston 2015.
- mit Susanne Günthner, Wolfgang Imo und Dorothee Meer: Kommunikation und Öffentlichkeit. Sprachwissenschaftliche Potenziale zwischen Empirie und Norm. De Gruyter, Berlin / Boston 2012.
- mit Hartmut Stöckl: Medientheorien und Multimodalität. Ein TV-Werbespot – Sieben methodische Beschreibungsansätze. Halem, Köln 2011.
- mit Elisabeth Birk: Philosophie der Schrift. Niemeyer, Tübingen 2009.
- mit Mareike Buss, Stephan Habscheid, Sabine Jautz und Frank Liedtke: Theatralität des sprachlichen Handelns. Fink, München 2009.
- Medialität und Sozialität sprachlicher Zeichen. In: Zeitschrift für Semiotik. Band 30, Nr. 1–2, 2008.

Beiträge in Zeitschriften, Sammelbänden und Handbüchern 
- mit Katharina A. Zweig: Ohne Sinn. Zu Anspruch und Wirklichkeit automatisierter Aufsatzbewertung. In: Sarah Brommer, Kersten Sven Roth, Jürgen Spitzmüller (Hrsg.): Brückenschläge. Linguistik an den Schnittstellen. Narr Francke Attempto, Tübingen 2022 (= Tübinger Beiträge zur Linguistik. Band 583), S. 271–294.
- mit Martin Luginbühl: Medial Shaping from the Outset: On the mediality of the Second Presidential Debate 2016. In: Journal for Media Linguistics. Band 3, Nr. 1, 2020, S. 57–93.
- Medien als Verfahren der Zeichenprozessierung. Grundsätzliche Überlegungen zum Medienbegriff und ihre Relevanz für die Gesprächsforschung. In: Gesprächsforschung – Online-Zeitschrift zur verbalen Interaktion. Band 18, 2017, S. 34–55. (Online).
- Syntax der gesprochenen Sprache und Kodifizierung. In: Wolf Peter Klein, Sven Staffeldt (Hrsg.): Die Kodifizierung der Sprache. Strukturen, Funktionen, Konsequenzen. Würzburg 2016 (= WespA: Würzburger elektronische sprachwissenschaftliche Arbeiten. Band 17), S. 272–284.
- Kulturwissenschaftliche Orientierung in der Sprachtheorie. In: Ludwig Jäger, Werner Holly, Peter Krapp, Samuel Weber, Simone Heekeren (Hrsg.): Sprache – Kultur – Kommunikation. Ein internationales Handbuch zu Linguistik als Kulturwissenschaft. De Gruyter Mouton, Berlin / Boston 2016 (= HSK. Band 43), S. 680–687.